# 查普曼雪原
查普曼雪原（英語：Chapman Snowfield）是南極洲的雪原，處於邱吉爾山脈，北面是埃爾德峰，西面是沃勒比斯冰原島峰和全黑冰原島峰，以地形工程師命名，現時由南極條約體系管理。